# خفج جداري
خفج جداري (الاسم العلمي:Diplotaxis muralis) هو نوع من النباتات تتبع جنس الخفج من الفصيلة الكرنبية.